# It's all Love!
Singles de Kumi Kōda, Misono
Stay with me
(2008) 3 Splash
(2009)
It's all Love! est le 43e single de Kumi Kōda en collaboration avec sa petite sœur Misono, sorti sous le label Rhythm Zone le 31 mars 2009 au Japon. Il atteint la 1re place du classement de l'Oricon. Il se vend à 74 014 exemplaires la première semaine, et reste classé pendant 8 semaines, pour un total de 99 429 exemplaires vendus. Il sort en format CD et CD+DVD.
It's all Love! se trouve sur l'album Universe de Kumi Kōda. Elle a interprété cette chanson ainsi que Faraway le 27 mars 2009 au Music Station Haru Special.

## Liste des titres
| 1. | It's all Love! (Kumi Kōda x Misono)                                                             | Kumi Kōda, Misono | Kenichi Maeyamada | 4:54 |
| 2. | Faraway (Kumi Kōda)                                                                             | Kumi Kōda         | 塩川満己          | 5:18 |
| 3. | Tenbin ~Tsuyogari na Watashi x Yowagari na Kimi~ (Misono) (天秤～強がりな私×弱がりな君～)       | Misono            | 久保田光太郎      | 4:44 |
| 4. | It's All Love! (Instrumental)                                                                   | Kumi Kōda, Misono | Kenichi Maeyamada | 4:54 |
| 5. | Faraway (instrumental)                                                                          | Kumi Kōda         | 塩川満己          | 5:17 |
| 6. | Tenbin ~Tsuyogari na Watashi x Yowagari na Kimi~ (instrumental) (天秤～強がりな私×弱がりな君～) | Misono            | 久保田光太郎      | 4:41 |

| 1. | It's All Love             |  |
| 2. | Faraway                   |  |
| 3. | It's All Love (making of) |  |